# Gaia (sonda)
Gaia je vesmírná astrometrická observatoř Evropské kosmické agentury (ESA), která byla vynesena do vesmíru 19. prosince 2013 pomocí rakety Sojuz. Družice sestavovala třírozměrnou mapu okolí Slunce a dalších bližších hvězd v naší galaxii. Za více než deset let svého působení zpřesnila polohu necelých dvou miliard hvězd.
Gaia ukončila svou činnost v lednu 2025.

## Název
Podle původních plánů měla sonda obsahovat interferometr, což se odráželo i v názvu se zkratkou GAIA (Global astrometric interferometer for astrophysics). Po přehodnocení vybavení bylo označení sondy upraveno, tvoří jej pouze název Gaia.

## Plán mise
Jejím hlavním posláním je sestavit třírozměrnou mapu nejbližšího okolí v naší galaxii. Měla by zpřesnit polohu přibližně miliardy hvězd (odhadem 1 % hvězd v naší galaxii), u 150 milionů nejjasnějších z nich pak také jejich radiální rychlost. Údaje mají být mnohem přesnější a také rozsáhlejší, než tomu bylo u dřívější sondy Hipparcos.

## Vybavení sondy
Součástí sondy jsou dva teleskopy a kamera s vysokým rozlišením. Cena sondy je 740 milionů eur.

## Průběh mise
Sonda byla vynesena do vesmíru 19. prosince 2013 raketou Sojuz z kosmodromu Kourou. Za měsíc sonda dosáhla cílového umístění v libračnímu bodu L2. Poté nastalo období testování přístrojů, které se kvůli komplikacím prodloužilo ze čtyř na šest měsíců. Poté sonda zahájila plánovaná pozorování v plném rozsahu, předpokládala se přitom její celková životnost 5 let.
ESA 15. ledna 2025 oznámila, že ukončila vědecký program sondy, které došla zásoba studeného plynu nezbytného pro její provoz, jehož spotřebovávala 12 gramů denně.

### Vědecké výsledky
V roce 2017 byla na základě měření sondy upřesněna vzdálenost Slunce od galaktického centra na 7,9 kiloparseků (téměř 26 000 světelných roků) a rychlost oběhu Slunce kolem středu naší Galaxie na přibližně 240 km/s.
Sonda za dobu své existence prozkoumala téměř 2 miliardy hvězd a dalších objektů v Mléčné dráze a jejím okolí. Data obsahují podrobnosti o pohybu hvězd, jejich svítivosti, teplotě a složení. Vědci již během provozu vydali celkem 3 sady dat, která průběžně zpracovávají – v letech 2016, 2018 a 2022. Čtvrtá sada se připravuje k vydání v polovině roku 2026 a pátá, zahrnující data za 10 a půl roku sledování, podle plánů nespatří světlo světa do konce 20. let 21. století.